# Radoš Protić
Radoš Protić (Szávaszentdemeter, 1987. január 31. –) szerb labdarúgó, jelenleg a szerb Radnički Sremska Mitrovica játékosa.

## Pályafutása
Protić 2005 és 2018 között szerb, ukrán és bosnyák élvonalbeli csapatokban futballozott, utóbbi országban bajnok is lett az FK Sarajevo csapatával. 2018 óta a Kisvárda FC játékosa.

## Sikerei, díjai
- Sarajevo:
  - Bosznia-hercegovinai labdarúgó-bajnokság: 2014-15